# Амфревил (Манш)
Амфревил (фр. Amfreville) насеље је и општина у северној Француској у региону Доња Нормандија, у департману Манш која припада префектури Шербур-Октевил.
По подацима из 2011. године у општини је живело 291 становника, а густина насељености је износила 28,81 становника/km². Општина се простире на површини од 10,10 km². Налази се на средњој надморској висини од 14 метара (максималној 31 m, а минималној 1 m).

## Демографија
| 1962. | 1968. | 1975. | 1982. | 1990. | 1999. | 2011. |
| ----- | ----- | ----- | ----- | ----- | ----- | ----- |
| 324   | 369   | 333   | 312   | 295   | 290   | 291   |

График промене броја становника у току последњих година